# 美國全國經濟研究所
42°22′11″N 71°06′46″W / 42.3697°N 71.1127°W
美國全國經濟研究所（英語：National Bureau of Economic Research，縮寫：NBER）是美國的一個私營、非營利機構，同時亦是美國最大的經濟學研究組織。其宗旨是研究經濟的運作，進行實證的經濟學研究。三十一個美國諾貝爾經濟學獎得獎者中有十六位曾是美國全國經濟研究所的研究員。
美國全國經濟研究所於1920年創辦。不少著名的經濟學者如小羅伯特·盧卡斯、羅伯特·巴羅、保羅·克魯曼也是其研究員。

## 外部連結
- 官方網頁 （页面存档备份，存于）